# Campionatele Europene de Natație în bazin scurt 2023
Cea de-a XXVI-a ediție a Campionatelor Europene de înot în bazin scurt s-a desfășurat în perioada 5–10 decembrie 2023 la Complexul Olimpic din Otopeni, România.
Camelia Potec, președintele Federației Române de Natație și Pentatlon Modern a declarat: „România va găzdui ediția cu numărul 22 a Campionatului European de înot în bazin scurt pentru seniori, fiind cea mai importantă competiție de acest gen care se desfășoară în țara noastră în acest an în ultimii 40 de ani”.
România a participat cu un lot de 21 sportivi (7 fete și 14 băieți), selecționați în baza formei arătate la Campionatele Naționale în bazin scurt din perioada 9-12 noiembrie, desfășurate tot la Otopeni.

## Tabel medalii
| Loc   | Țară                  | Aur | Argint | Bronz | Total |
| ----- | --------------------- | --- | ------ | ----- | ----- |
| 1     | Regatul Unit          | 9   | 8      | 6     | 23    |
| 2     | Italia                | 7   | 12     | 3     | 22    |
| 3     | Franța                | 7   | 10     | 6     | 23    |
| 4     | Țările de Jos         | 6   | 0      | 5     | 11    |
| 5     | Suedia                | 4   | 1      | 2     | 7     |
| 6     | Elveția               | 3   | 1      | 1     | 5     |
| 7     | Irlanda               | 3   | 0      | 1     | 4     |
| 8     | Germania              | 1   | 2      | 0     | 3     |
| 9     | Estonia               | 1   | 1      | 0     | 2     |
| 10    | Grecia                | 1   | 0      | 4     | 5     |
| 11    | Austria               | 1   | 0      | 1     | 2     |
| 12    | Ungaria               | 0   | 2      | 3     | 5     |
| 13    | Danemarca             | 0   | 2      | 1     | 3     |
| 14    | Lituania              | 0   | 1      | 2     | 3     |
| 15    | Cehia                 | 0   | 1      | 1     | 2     |
| 16    | Islanda               | 0   | 1      | 0     | 1     |
| 17    | Belgia                | 0   | 0      | 2     | 2     |
| 17    | România               | 0   | 0      | 2     | 2     |
| 17    | Ucraina               | 0   | 0      | 2     | 2     |
| 20    | Bosnia și Herțegovina | 0   | 0      | 1     | 1     |
| 20    | Turcia                | 0   | 0      | 1     | 1     |
| Total | Total                 | 43  | 42     | 44    | 129   |

## Rezultate

### Masculin
| Probă                     | Aur                                                                                     | Aur       | Argint                                                                                 | Argint   | Bronz                                                                              | Bronz          |
| 50 metri liber            | Benjamin Proud                                                                          | 20.18 ·   | Florent Manaudou Szebasztián Szabó                                                     | 20.74    | Nu s-a acordat                                                                     | Nu s-a acordat |
| 100 metri liber           | Maxime Grousset                                                                         | 45.46     | Alessandro Miressi                                                                     | 45.51    | David Popovici                                                                     | 46.05          |
| 200 metri liber           | Matthew Richards                                                                        | 1:41.01   | James Guy                                                                              | 1:41.12  | Danas Rapsys                                                                       | 1:41.15        |
| 400 metri liber           | Daniel Wiffen                                                                           | 3:35.47   | Danas Rapšys                                                                           | 3:37.80  | Lucas Henveaux                                                                     | 3:37.91        |
| 800 metri liber           | Daniel Wiffen                                                                           | 7:20.46 · | David Aubry                                                                            | 7:30.32  | Mikhailo Romanciuk                                                                 | 7:31.20        |
| 1500 metri liber          | Daniel Wiffen                                                                           | 14:09.11  | David Aubry                                                                            | 14:21.78 | Mikhailo Romanciuk                                                                 | 14:22.18       |
|                           |                                                                                         |           |                                                                                        |          |                                                                                    |                |
| 50 metri spate            | Mewen Tomac                                                                             | 22.84     | Ole Braunschweig                                                                       | 23.00    | Lorenzo Mora Tierry Bollin                                                         | 23.10          |
| 100 metri spate           | Mewen Tomac                                                                             | 49.72     | Yohann Ndoye-Brouard                                                                   | 49.96    | Andrei Ungur Lorenzo Mora                                                          | 50.04          |
| 200 metri spate           | Lorenzo Mora                                                                            | 1:48.43   | Luke Greenbank                                                                         | 1:48.53  | Mewen Tomac                                                                        | 1:48.55        |
|                           |                                                                                         |           |                                                                                        |          |                                                                                    |                |
| 50 metri bras             | Nicolo Martinenghi                                                                      | 25.66     | Simone Cerasuolo                                                                       | 25.83    | Emre Sakci                                                                         | 25.90          |
| 100 metri bras            | Arno Kamminga                                                                           | 56.52     | Nicolo Martinenghi                                                                     | 56.57    | Caspar Corbeau                                                                     | 56.66          |
| 200 metri bras            | Caspar Corbeau                                                                          | 2:02.41   | Anton McKee                                                                            | 2:02.74  | Arno Kamminga                                                                      | 2:03.32        |
|                           |                                                                                         |           |                                                                                        |          |                                                                                    |                |
| 50 metri fluture          | Noè Ponti                                                                               | 21.79     | Szebasztian Szabo                                                                      | 21.96    | Maxime Grousset                                                                    | 22.06          |
| 100 metri fluture         | Noè Ponti                                                                               | 48.47 ·   | Maxime Grousset                                                                        | 49.00    | Jacob Peters                                                                       | 49.98          |
| 200 metri fluture         | Noè Ponti                                                                               | 1:49.71   | Alberto Razzeti                                                                        | 1:50.10  | Richard Marton                                                                     | 1:52.12        |
|                           |                                                                                         |           |                                                                                        |          |                                                                                    |                |
| 100 metri individual mixt | Bernhard Reitshammer                                                                    | 51.39     | Noè Ponti                                                                              | 51.62    | Andreas Vazaios                                                                    | 51.91          |
| 200 metri individual mixt | Duncan Scott                                                                            | 1:50.98   | Alberto Razzeti                                                                        | 1:53.09  | Danas Rapsys                                                                       | 1:53.49        |
| 400 metri individual mixt | Alberto Razzeti                                                                         | 3:57.01   | Duncan Scott                                                                           | 4:00.17  | Apostolos Papastamos                                                               | 4:05.19        |
|                           |                                                                                         |           |                                                                                        |          |                                                                                    |                |
| 4 × 50 metri liber        | Regatul Unit Benjamin Proud Matthew Richards Alexander Cohoon Lewis Burras Duncan Scott | 1:22.52   | Italia Leonardo Deplano Lorenzo Zazzeri Thomas Ceccon Alessandro Miressi Giovanni Izzo | 1:23.14  | Grecia Kristian Gkolomeev Stergios Marios Bilas Apostolos Christou Andreas Vazaios | 1:23.27        |
| 4 × 50 metri mixt         | Italia Lorenzo Mora Nicolò Martinenghi Thomas Ceccon Lorenzo Zazzeri                    | 1:30.78   | Regatul Unit Oliver Morgan Archie Goodburn Jacob Peters Matthew Richards               | 1:32.60  | Țările de Jos Jesse Puts Caspar Corbeau Sean Niewold Kenzo Simons                  | 1:33.03        |

### Feminin
| Probă                     | Aur                                                                                            | Aur      | Argint                                                                          | Argint         | Bronz                                                                 | Bronz    |
| 50 metri liber            | Michelle Coleman                                                                               | 23.52    | Béryl Gastaldello                                                               | 23.71          | Julie Kepp Jensen                                                     | 23.89    |
| 100 metri liber           | Béryl Gastaldello                                                                              | 51.48    | Anna Hopkin                                                                     | 51.66          | Freya Anderson                                                        | 52.10    |
| 200 metri liber           | Freya Anderson                                                                                 | 1:52.16  | Barbora Seemanova                                                               | 1:52.66        | Freya Colbert                                                         | 1:54.07  |
| 400 metri liber           | Simona Quadarella                                                                              | 3:59.50  | Anastasiia Kirpichnikova                                                        | 3:59.56        | Valentine Dumont                                                      | 4:00.84  |
| 800 metri liber           | Anastasiia Kirpichnikova                                                                       | 8:08.48  | Simona Quadarella                                                               | 8:14.83        | Ajna Késely                                                           | 8:18.73  |
| 1500 metri liber          | Anastasiia Kirpichnikova                                                                       | 15:20.12 | Simona Quadarella                                                               | 15:37.05       | Ajna Késely                                                           | 15:51.34 |
|                           |                                                                                                |          |                                                                                 |                |                                                                       |          |
| 50 metri spate            | Kira Toussaint                                                                                 | 25.82    | Louise Hansson                                                                  | 26.23          | Analia Pigree                                                         | 26.28    |
| 100 metri spate           | Kira Toussaint                                                                                 | 55.88    | Medi Harris                                                                     | 56.81          | Mary-Ambre Moluh                                                      | 57.10    |
| 200 metri spate           | Medi Harris                                                                                    | 2:02.45  | Katie Shanahan                                                                  | 2:03.22        | Pauline Mahieu                                                        | 2:03.90  |
|                           |                                                                                                |          |                                                                                 |                |                                                                       |          |
| 50 metri bras             | Benedetta Pilato                                                                               | 28.86    | Eneli Jefimova                                                                  | 29.12          | Jasmine Nocentini Imogen Clark                                        | 29.41    |
| 100 metri bras            | Eneli Jefimova                                                                                 | 1:03.21  | Benedetta Pilato                                                                | 1:03.76        | Tes Schouten                                                          | 1:04.04  |
| 200 metri bras            | Tes Schouten                                                                                   | 2:16.09  | Thea Blomsterberg                                                               | 2:19.54        | Kristina Horska                                                       | 2:19.63  |
|                           |                                                                                                |          |                                                                                 |                |                                                                       |          |
| 50 metri fluture          | Anna Ntountounaki Tessa Giele                                                                  | 25.10    | Nu s-a acordat                                                                  | Nu s-a acordat | Sara junevik                                                          | 25.16    |
| 100 metri fluture         | Louise Hansson                                                                                 | 55.37    | Angelina Kohler                                                                 | 55.50          | Anna Ntountounaki                                                     | 55.98    |
| 200 metri fluture         | Angelina Kohler                                                                                | 2:03.30  | Helena Rosendahl Bach                                                           | 2:03.86        | Lana Pudar                                                            | 2:04.55  |
|                           |                                                                                                |          |                                                                                 |                |                                                                       |          |
| 100 metri individual mixt | Charlotte Bonnet                                                                               | 57.47    | Beryl Gastaldello                                                               | 57.67          | Louise Hansson                                                        | 58.33    |
| 200 metri individual mixt | Abbie Wood                                                                                     | 2:05.58  | Charlotte Bonnet                                                                | 2:06.58        | Lena Kreundl                                                          | 2:06.89  |
| 400 metri individual mixt | Abbie Wood                                                                                     | 4:27.45  | Freya Colbert                                                                   | 4:29.04        | Ellen Walshe                                                          | 4:29.64  |
|                           |                                                                                                |          |                                                                                 |                |                                                                       |          |
| 4 × 50 metri liber        | Suedia Sara Junevik Michelle Coleman Louise Hansson Sofia Aastedt Klara Thormalm Hanna Bergman | 1:35.60  | Italia Silvia Di Pietro Costanza Cocconcelli Chiara Tarantino Sara Curtis       | 1:36.92        | Regatul Unit Anna Hopkin Freya Anderson Lucy Hope Medi Harris         | 1:37.19  |
| 4 × 50 metri mixt         | Suedia Louise Hansson Sophie Hansson Sara Junevik Michelle Coleman                             | 1:43.26  | Italia Costanza Cocconcelli Benedetta Pilato Silvia Di Pietro Jasmine Nocentini | 1:43.97        | Regatul Unit Kathleen Dawson Imogen Clark Keanna Macinnes Anna Hopkin | 1:44.67  |

### Mixt
| Probă               | Aur | Aur       | Argint | Argint  | Bronz | Bronz   |
| 4 × 100 metri liber | Regatul Unit Benjamin Proud Lewis Burras Anna Hopkin Freya Anderson                                      | 1:27.75 · | Italia Alessandro Miressi Lorenzo Zazzeri Jasmine Nocentini Silvia Di Pietro                                           | 1:28.28 | Franța Maxime Grousset Florent Manaudou Charlotte Bonnet Beryl Gastadello                                        | 1:28.35 |
| 4 × 100 metri mixt  | Italia Lorenzo Mora Nicolò Martinenghi Silvia Di Pietro Jasmine Nocentini Matteo Rivolta Federico Poggio | 1:36.58   | Franța Mewen Tomac Florent Manaudou Beryl Gastaldello Charlotte Bonnet Stanislas Huille Mary-Ambre Moluh Analia Pigrée | 1:37.14 | Țările de Jos Kira Toussaint Caspar Corbeau Tessa Giele Kenzo Simons Arno Kamminga Sean Niewold Valerie van Roon | 1:37.86 |